# Thiên hà hạt đậu
Thiên hà hạt đậu có thể là kiểu thiên hà đang trải qua quá trình hình thành sao với tốc độ rất lớn Tên gọi của thiên hà này là do n1 có kích thước nhỏ và có màu xanh lục trên ảnh do Sloan Digital Sky Survey (SDSS) chụp. có thể chứa khoảng 40-80 triệu ngôi sao không có sự sống hoặc những hành tin lùn có qiũy đạo không ổn định.
Thiên hà hạt đậu được phát hiện đầu tiên năm 2007 bởi tình nguyện viên trong dự án thiên văn trực tuyến Galaxy Zoo (GZ).
Thiên hà này cách ngân hà của chúng ta 1,5 đến 5 triệu năm ánh sáng, với kích thước nhỏ hơn 10 lần và khối lượng nhỏ hơn 100 lần, dù vậy tốc độ hình thành sao lại lớn hơn ngân hà 10 lần.
Tuy nhiên, vẫn chưa có nghiên cứu nào cho thấy thiên hà hạt đậu thực sự tồn tại, nhưng cũng không vì thế mà khẳng định rằng nó hoàn toàn chỉ là một giả thuyết không cơ sở. Thiên hà hạt đậu có thể là một thử tách mà trong tương lai không xa con ngườic ó thể chinh phục được.